# El paso de acero

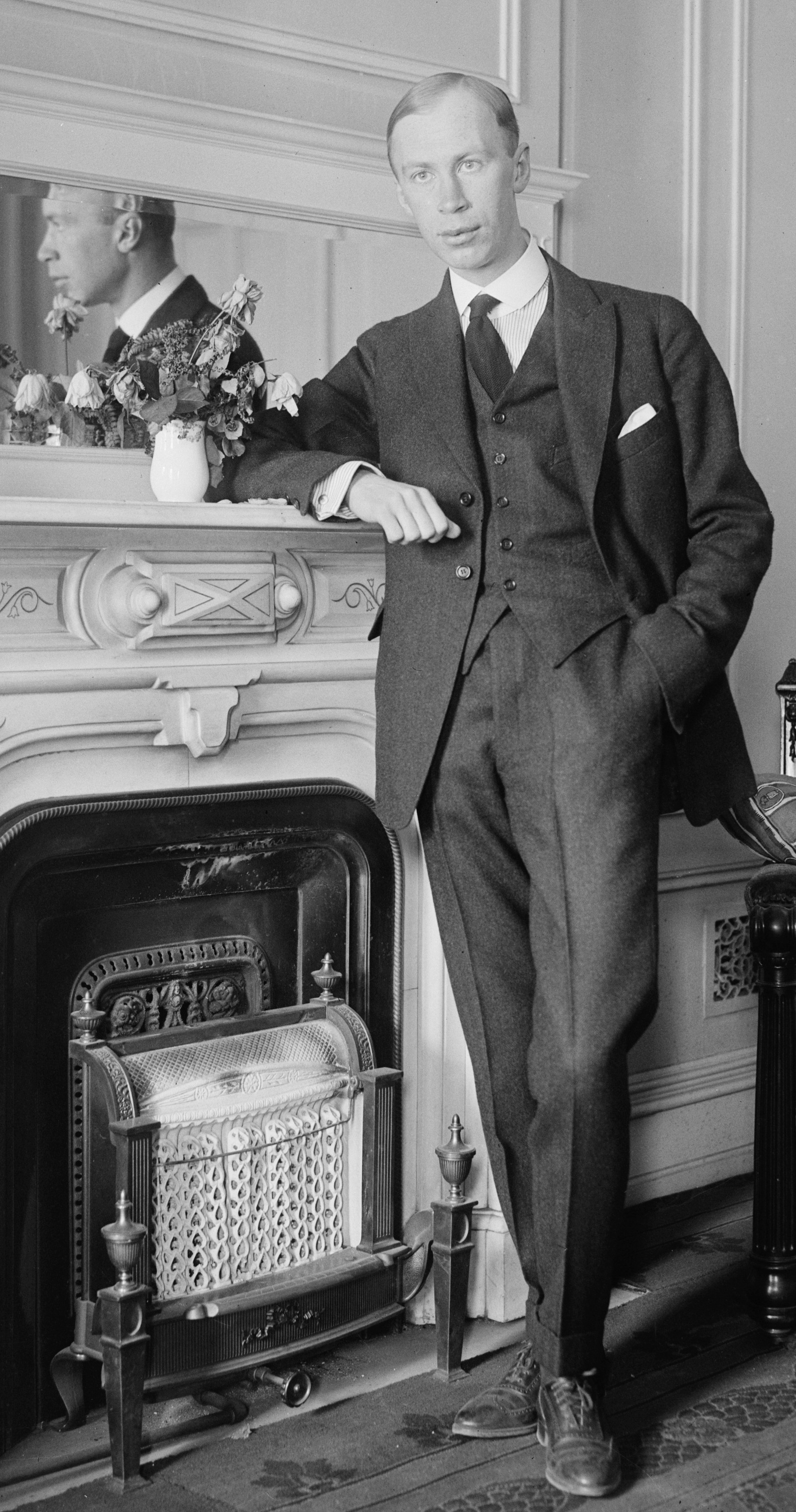
Serguéi Prokófiev hacia 1918.

El paso de acero (en francés, Le pas d'acier; en ruso: Стальной скок), op. 41, es un ballet en dos escenas que contiene once danzas, compuesto por Serguéi Prokófiev de 1926. También creó una suite orquestal de cuatro movimientos a partir del ballet (op. 41b).

## Origen
El impresario Serguéi Diáguilev, que había quedado muy impresionado por la exposición en París en 1925 de artistas contemporáneos rusos en la Exposición Internacional de Artes Industriales y Decorativas Modernas, encargó el ballet, que originalmente tenía la intención de «celebrar la industrialización soviética». Prokófiev compuso la partitura, basada en un montaje del artista constructivista Georgi Yakulov y él mismo, en 1925-1926, gran parte de ella durante su gira por Estados Unidos. Escribió que su música representaba «un movimiento hacia un lenguaje musical ruso, no el de los cuentos de hadas de [el folclorista] Afanásiev, sino uno que podría describir la vida contemporánea. [...] Fue un paso decisivo que me llevó hacia el cromatismo y la diatónica [...] Toda una serie de temas que están compuestos únicamente para las teclas blancas». 
El escenario original se tituló Ursignol y Diáguilev lo aprobó en el otoño de 1925. Sin embargo, parece que durante los dos años siguientes la línea de la historia cambió, en contra de los deseos de Yakulov, ya que Diáguilev hizo los preparativos para la primera producción. El montaje original tenía sus raíces en escenas de la vida soviética, de las que Yakulov tenía experiencia (pero los emigrados Prokófiev y Diáguilev no), que involucraban a especuladores, marineros y trabajadores, y con escenas en una estación, un mercado y una fábrica, centrados en la vida en la temprana Unión Soviética. La escena de la fábrica presenta máquinas y ruedas dentadas como escenario de un romance bailado entre un marinero y una joven trabajadora.

## Estreno
Aunque no se conservan registros de la coreografía de la producción final de 1927, se desprende de los comentarios de los críticos que se había alterado el montaje del original para incluir escenas del folclore ruso (que eran un elemento típico de las producciones de los Ballets Rusos). Con coreografía de Léonide Massine, los Ballets Rusos estrenaron la obra en París en el Théâtre Sarah-Bernhardt el 7 de junio de 1927. La reacción de la crítica fue extremadamente variada. El crítico André Levinson escribió:

In this architectural decor agitates a poor drama, undecided between enthusiasm for Bolshevism and bitter irony. Only the musician was carried away in depth by the material  – for the rest, is it a homage or a parody? Is it for real or cynical derision? Must one laugh or cry? Neither one nor the other, it seems to me, the superficial eccentricity conceals the pain of a fundamental emptiness and a dishonest conception.
En esta decoración arquitectónica se agita un drama pobre, indeciso entre el entusiasmo por el bolchevismo y la amarga ironía. Sólo el músico se dejó llevar en profundidad por el material; por lo demás, ¿es un homenaje o una parodia? ¿Es una burla real o cínica? ¿Hay que reír o llorar? Ni lo uno ni lo otro, me parece, la excentricidad superficial oculta el dolor de un vacío fundamental y una concepción deshonesta.

Richard Taruskin señala que Ígor Stravinski, (de cuya La consagración de la primavera Taruskin afirma que El paso de acero «cazó un poco»), «declaró que lo enfermó».

## Representaciones
El paso de acero supuso un gran éxito para Prokófiev y Diáguilev en París, donde se representó durante tres temporadas consecutivas. El impresario era un partidario confirmado de las composiciones de Prokófiev e incluso llegó a llamarlo «mi segundo hijo» (Stravinski es su metafórico «primero»), y la muerte de Diáguilev en 1929 eliminó la fuente principal de encargos de ballet y apoyo práctico del compositor en el género en París y Occidente. El ballet se realizó con una nueva coreografía y se representó en el Teatro Bolshoi con la ayuda del amigo de Prokófiev Boris Gusan. También se produjo en Londres y, en 1931, en Estados Unidos, donde el Philadelphia Public Ledger comentó «uno se pregunta si [el ballet] es propaganda o música».
Wilhelm Furtwängler dirigió una suite del ballet en concierto con la Orquesta Filarmónica de Viena en 1929.

## Reestreno
Después de 1931, la siguiente actuación del ballet fue en 2005, cuando se realizó en la Universidad de Princeton (Nueva Jersey). Se describió esta producción como «fiel al concepto original, nunca interpretada, de una celebración de la vida de los trabajadores soviéticos, en lugar de una burla de ellos, que fue la versión vista por el público de principios del siglo XX».